# Alexandre da Conceição
Alexandre da Conceição (ur. 1842, zm. 1889) – portugalski poeta, krytyk literacki i polemista. Był przedstawicielem naturalizmu. Urodził się w Ílhavo. Był dzieckiem nieślubnym. Z wykształcenia był inżynierem. Ukończył Politechnikę w Porto. Pod względem politycznym był republikaninem. Zmarł w Viseu w wieku czterdziestu siedmiu lat. Znany jest z ostrej polemiki z Camilem Castelo Branco. Jest autorem dwóch tomików poetyckich, Alvoradas i As Outonais. Posługiwał się przeważnie krótkimi, czterowersowymi i sześciowersowymi (Um artista brazileiro) strofami, albo wierszem białym (A Camões).